# CloudSat
CloudSat è un satellite per telerilevamento della NASA, lanciato da un razzo Delta II il 28 aprile 2006. Usa un radar per misurare l'altezza e le proprietà delle nubi, aggiungendo informazioni sulle relazioni tra nubi e clima al fine di contribuire a risolvere il problema del riscaldamento globale.
CloudSat fa parte della formazione di satelliti "A-Train", con diversi altri satelliti: Aqua, Aura, CALIPSO e il francese PARASOL.
La missione è stata scelta nel Earth System Science Pathfinder program della NASA del 1999. La Ball Aerospace & Technologies Corp. di Boulder (Colorado) ha progettato e costruito il veicolo spaziale.
La missione principale di CloudSat è stata programmata per l'osservazione di 22 mesi continuativi.

## Strumentazione

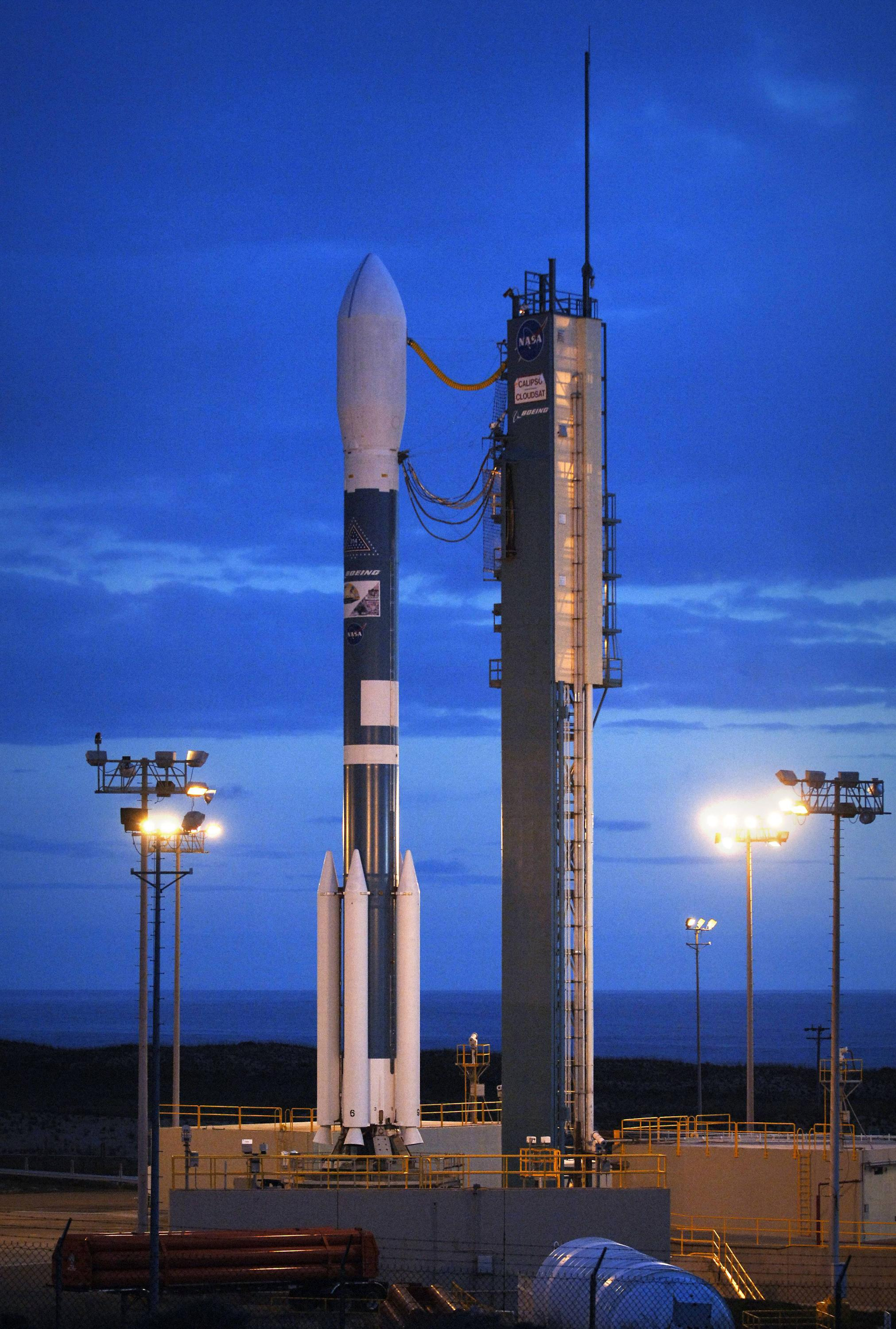
Il razzo Delta II con a bordo il CloudSat e il CALIPSO sulla rampa di lancio SLC-2W, nella Vandenberg Air Force Base.

Lo strumento principale del CloudSat è il Cloud Profiling Radar (CPR), un radar a 94 GHz   che misura la potenza di backscattering dalle nubi come funzione della distanza dal radar stesso. Lo strumento è stato progettato al Jet Propulsion Laboratory (JPL) della NASA, a Pasadena (California), con il contributo dell'Agenzia spaziale canadese. Il progetto complessivo del CPR è semplice, ben compreso, e ha una forte eredità dai molti cloud radars già in uso in applicazioni terrestri e aeree. La maggior parte dei parametri di progettazione e le configurazioni dei sottosistemi sono quasi identici a quelli per il Cloud Radar aerotrasportato, con cui il DC-8 della NASA ha volato sin dal 1998.
Il CPR si avvantaggia delle competenze apprese dagli esperti e dalle esperienze fatte con i radar esistenti al JPL. Altri radars hanno già volato con successo o sono in fase di sviluppo al JPL, incluso il SAR Seasat, lo Shuttle Imaging Radar (SIR-A, SIR-B, SIR-C), lo Shuttle Radar Topography Mission (SRTM), il MagellanVenus Radar Mapper, il Radar Cassini (che mappa Titano, la luna di Saturno), NSCAT, QuickSCAT, e SeaWinds.
Basato su dati di durata dei radar, la NASA si aspetta un'operatività di tre anni con una probabilità del 99%.
CloudSat è gestita dal Jet Propulsion Laboratory. L'università del Colorado fornisce la direzione scientifica, l'elaborazione dati e la distribuzione di essi. Il costo di questo progetto è di circa 200 milioni di dollari.